# Platysenta viscosa
Platysenta viscosa är en fjärilsart som beskrevs av Freyer 1831. Platysenta viscosa ingår i släktet Platysenta och familjen nattflyn. Inga underarter finns listade i Catalogue of Life.